# Plymouth, Montserrat
Plymouth là thủ đô cũng như là hải cảng duy nhất của Montserrat, một lãnh thổ hải ngoại của Anh nằm trên biển Caribe.

## Khí hậu
| Dữ liệu khí hậu của Plymouth            | Dữ liệu khí hậu của Plymouth | Dữ liệu khí hậu của Plymouth | Dữ liệu khí hậu của Plymouth | Dữ liệu khí hậu của Plymouth | Dữ liệu khí hậu của Plymouth | Dữ liệu khí hậu của Plymouth | Dữ liệu khí hậu của Plymouth | Dữ liệu khí hậu của Plymouth | Dữ liệu khí hậu của Plymouth | Dữ liệu khí hậu của Plymouth | Dữ liệu khí hậu của Plymouth | Dữ liệu khí hậu của Plymouth | Dữ liệu khí hậu của Plymouth |
| Tháng                                   | 1                            | 2                            | 3                            | 4                            | 5                            | 6                            | 7                            | 8                            | 9                            | 10                           | 11                           | 12                           | Năm                          |
| --------------------------------------- | ---------------------------- | ---------------------------- | ---------------------------- | ---------------------------- | ---------------------------- | ---------------------------- | ---------------------------- | ---------------------------- | ---------------------------- | ---------------------------- | ---------------------------- | ---------------------------- | ---------------------------- |
| Cao kỉ lục °C (°F)                      | 32 (90)                      | 33 (91)                      | 34 (93)                      | 34 (93)                      | 36 (97)                      | 37 (99)                      | 37 (99)                      | 37 (99)                      | 36 (97)                      | 34 (93)                      | 37 (99)                      | 33 (91)                      | 37 (99)                      |
| Trung bình ngày tối đa °C (°F)          | 29 (84)                      | 30 (86)                      | 31 (88)                      | 31 (88)                      | 32 (90)                      | 32 (90)                      | 33 (91)                      | 33 (91)                      | 32 (90)                      | 31 (88)                      | 30 (86)                      | 29 (84)                      | 31 (88)                      |
| Tối thiểu trung bình ngày °C (°F)       | 23 (73)                      | 23 (73)                      | 24 (75)                      | 24 (75)                      | 24 (75)                      | 25 (77)                      | 25 (77)                      | 25 (77)                      | 24 (75)                      | 24 (75)                      | 24 (75)                      | 23 (73)                      | 24 (75)                      |
| Thấp kỉ lục °C (°F)                     | 17 (63)                      | 18 (64)                      | 18 (64)                      | 18 (64)                      | 19 (66)                      | 21 (70)                      | 22 (72)                      | 22 (72)                      | 21 (70)                      | 19 (66)                      | 19 (66)                      | 18 (64)                      | 17 (63)                      |
| Lượng Giáng thủy trung bình mm (inches) | 122 (4.8)                    | 86 (3.4)                     | 112 (4.4)                    | 89 (3.5)                     | 97 (3.8)                     | 112 (4.4)                    | 155 (6.1)                    | 183 (7.2)                    | 168 (6.6)                    | 196 (7.7)                    | 180 (7.1)                    | 140 (5.5)                    | 1.640 (64.6)                 |
| Nguồn: BBC Weather                      |                              |                              |                              |                              |                              |                              |                              |                              |                              |                              |                              |                              |                              |